# Arnór Þór Gunnarsson
Arnór Þór Gunnarsson, né le 23 octobre 1987 à Akureyri, est un joueur international puis entraîneur islandais de handball. Il évoluait au poste d'ailier droit.

## Palmarès

### Clubs
compétitions nationales
- champion d'Allemagne de deuxième division en 2013